# Raoul Van Caenegem
Baron Raoul Charles J. Van Caenegem (Gent, 14 juli 1927 - aldaar, 15 juni 2018) was een Belgisch hoogleraar en rechtshistoricus.

## Familie
Van Caenegem werd geboren als zoon van Jozef Van Caenegem en Irma Barbaix. Hij trouwde in 1954 met de Engelse Patricia Carson (1929-2014) die hem naar Gent volgde. Ze kregen twee zoons en een dochter.

## Levensloop
Van Caenegem studeerde aan de Rijksuniversiteit Gent en promoveerde er tot doctor in de rechten (1951) en tot doctor in de wijsbegeerte en letteren (groep geschiedenis, specialiteit middeleeuwen) in 1953. Hij beschouwde professor François Louis Ganshof als zijn voornaamste leermeester. Zijn herwerkte en aangevulde doctoraatsthesis in de geschiedenis, gewijd aan het strafrecht en het strafprocesrecht in Vlaanderen werd door de Koninklijke Vlaamse Academie voor Wetenschappen en Kunsten van België bekroond en door haar in twee boekdelen gepubliceerd.
In Parijs studeerde hij in 1951-1952 aan de rechtsfaculteit van de Sorbonne, aan de École Pratique des Hautes Etudes en aan de École nationale des chartes (1951-1952). In Londen studeerde hij aan de London School of Economics en aan het Institute of historical research (1952-1954).
In 1951-1953 was hij aspirant van het Nationaal Fonds voor Wetenschappelijk Onderzoek, in 1953-1954 was hij bevoegd verklaard navorser bij dezelfde instelling en in 1958-1960 geassocieerd navorser. In 1952-1953 was hij ook 'British Council Scholar'. In 1957-1958 was hij begunstigde van een toelage van het Francquifonds. In 1951 was hij laureaat van de wedstrijd voor reisbeurzen en in 1955 was hij laureaat van de Interuniversitaire wedstrijd. In 1952 en 1955 was hij laureaat van de Koninklijke Vlaamse Academie van België.
Van 1954 tot 1958 was hij tevens assistent aan zijn universiteit. In 1958 behaalde hij het aggregaat voor het hoger onderwijs en in 1959-1960 was hij geaggregeerde aan de Faculteit wijsbegeerte en letteren van de Gentse universiteit. In 1960 werd hij gepromoveerd tot docent.

## Hoogleraar
In 1964 werd Van Caenegem benoemd tot gewoon hoogleraar aan de Faculteit Letteren en Wijsbegeerte van de universiteit van Gent. Hij doceerde er middeleeuwse geschiedenis en rechtsgeschiedenis, onder de volgende hoofdthema's:
- Geschiedkundige inleiding tot het privaatrecht,
- Geschiedenis van de Middeleeuwen,
- Geschiedenis van Engeland,
- De instellingen van de Middeleeuwen.

Hij bleef hoogleraar tot aan zijn emeritaat in 1992. Hij was ook achtereenvolgens:
- secretaris van de Faculteit, 1968-1970,
- decaan, 1972-1974,
- beheerder van de universiteit, 1977-1977,
- secretaris van de Academische Raad, 1986-1987.

## Onderzoek
Van Caenegem was, met zijn beide academische graden van doctor in de rechten en van doctor in de (middeleeuwse) geschiedenis, goed voorbereid om onderzoek uit te voeren en te publiceren over enkele ruime domeinen van de rechtsgeschiedenis.
Na de publicatie van zijn opgemerkte studies over het strafrecht en het procesrecht in Vlaanderen en over het privaatrecht, heeft hij gedurende zijn ganse carrière over deze thema's onderzoek gedaan en er in talrijke artikelen verder over gepubliceerd.
Hij is zich ook aan het Engelse rechtssysteem gaan interesseren en heeft voornamelijk het onontgonnen terrein betreden van de vergelijking van de 'Common law' met het continentale recht. Ook hieraan wijdde hij verschillende boeken en talrijke artikelen.
Door deze publicaties verwierf Van Caenegem zich een bijzondere plaats onder de rechtshistorici van zijn tijd en werden zijn boeken als standaardwerken geprezen en in heel wat talen vertaald.

## Wetenschappelijke activiteiten in België
- Lid van de Koninklijke Commissie voor de uitgave der Oude Wetten en Verordeningen van België
- Bestuurder van het Nationaal Centrum voor kerkgeschiedenis (tot 1984)
- Lid van het Liber Floridus Comité (1967)
- Lid (1974) en voorzitter (1988) van de Koninklijke Vlaamse Academie voor Wetenschappen en Kunsten van België (KVAB) (1974)
- Voorzitter van de Maatschappij voor Geschiedenis en Oudheidkunde, Gent
- Lid en voorzitter (1999-2001) van de Koninklijke Commissie voor geschiedenis, Brussel
- Secretaris (voor België) van het Tijdschrift voor Rechtsgeschiedenis

## Buitenlandse opdrachten
- Visiting Fellow, University College (nu Wolfson College), Cambridge (1968)
- Goodhart Professor of Legal Science, Cambridge (1984-1985)
- Visiting Fellow, Peterhouse, Cambridge (1984-1985)
- Sir Henry Saville Fellow, Merton College, Oxford (1989)
- Fiftieth Anniversary Fellow, Law School, University of Queensland (1990)
- Erasmus Lectureship on the history and civilization of the Netherlands, Harvard University (1991)
- Lid van de Adviesraad voor het Vroegmiddelnederlands Woordenboek, Leiden (1996)
- Lid van de Wetenschappelijke raad van het Max-Planck-Institut für Europäische Rechtsgeschichte, Frankfurt.
- Redactielid van de Bijdragen en Mededelingen betreffende de geschiedenis der Nederlanden, Den Haag (1986-1991)

## Buitenlandse activiteiten
- Lid van de Raad van de Selden Society, Londen, 1995
- Fellow van de Royal Historical Society, Londen
- Corresponderende Fellow van de American Society of Legal History
- Correspnderende Fellow van de Medieval Academy of America
- Lid van de Société d'Histoire du Droit, Parijs
- Lid van de Société d'histoire des Pays-Bas Flamands, Picards et Wallons.
- Lid van de Nederlandse Academie voor Wetenschappen, Amsterdam, 1977
- Corresponding Fellow of the British Academy, Londen, 1982
- Lid van de directieraad van de Société Jean Bodin
- Lid van de Société d'Histoire du Droit, Parijs
- Lid van de Adviesraad van de University of Queensland Law Journal, 1994
- Lid van de Academia Europaea

## Eerbetuigingen
- Prijs der alumni, 1962.
- Francquiprijs voor humane wetenschappen, 1974.
- Laureaat Solvay Prijs, NFWO, 1990.
- Sartonmedaille, Gent, 1994.[1]
- In 2014 stelde de European Society for Comparative Legal History de tweejaarlijkse Van Caenegem Prize in, ter bekroning van de beste publicatie door een jonge rechtshistoricus. De eerste prijswinnaars waren:
  - in 2014: Bram Delbecke (KULeuven) voor zijn artikel The Political Offence and the Safeguarding of the Nation State: Constitutional Ideals, French Legal Standards and Belgian Legal Practice, 2013.
  - in 2016: Frederik Dhondt (VUB/UGent) voor zijn artikel 'Inter ruinas publicas scriptum’: Ernest Nys, a legal historian in defence of Belgian tax payers during the Great War, 2015.

- Op 6 december 1995 werd aan Van Caenegem opname in de erfelijke adelstand verleend, met de persoonlijke titel van baron. Aan zijn echtgenote Patricia Carson werd afzonderlijk ook adelsverheffing verleend, met de persoonlijke titel van barones. Hij nam als wapenspreuk Suum cuique tribuere.

## Eredoctoraten
- Universiteit van Tübingen, 1977.
- Katholieke Universiteit Leuven, 1988.
- Universiteit van Parijs, 1988.

## Publicaties

### Boeken
Raoul Van Caenegem heeft over zijn verschillende onderzoeksdomeinen diverse boeken gepubliceerd, in het Nederlands, Engels, Frans en nog andere talen.
- Geschiedenis van het strafrecht in Vlaanderen van de XIe tot de XIVe eeuw, Brussel, 1954.
- Geschiedenis van het strafprocesrecht in Vlaanderen van de XIe tot de XIVe eeuw, Brussel, 1956.
- Royal Writs in England from the Conquest to Glanvill. Studies in the early history of the common law, London, 1959.
- Encyclopedie van de Geschiedenis der Middeleeuwen. Inleiding tot de geschreven bronnen van de geschiedenis der Westerse Middeleeuwen (in samenwerking met Franz Ganshof). - Duitse uitgave: Kurze Quellenkunde des Westeuropaïschen Mittelalters, Göttingen, 1964. - Engelse uitgave: Guide to the Sources of Medieval History, Amsterdam, New York, Oxford, 1978.
- Les Iles Britanniques, in : J. Gilissen, Introduction bibliographique à l'histoire du droit et à l'ethnologie juridique, Bruxelles, 1963.
- Monarchie Franque, in : J. Gilissen, Introduction bibliographique à l'histoire du droit et à l'ethnologie juridique, Bruxelles, 1964 (in samenwerking met Franz Ganshof).
- De plaats van de westerse middeleeuwen in de universele geschiedenis, Brugge, 1964.
- Les arrêts et jugés du Parlement de Paris sur appels flamands, I : Textes (1320-1453), Bruxelles, 1966.
- Le Droit Romain en Belgique, Milaan, 1966.
- Les Institutions féodo-vassaliques, in : J. Gilissen, Introduction bibliographique à l'histoire du droit et à l'ethnologie juridique, Bruxelles, 1972, (in samenwerking met Franz Ganshof).
- History of European Civil Procedure, Tübingen, The Hague, Paris, New York, 1973.
- The Birth of the English Common Law, Cambridge, 1973 en 1988. - In het Spaans: El nacimiento del common law inglès, Madrid. - In het Chinees, Peking, 2003.
- Les arrêts et jugés du Parlement de Paris sur appels flamands conservés dans les registres du Parlement, II : Textes (1454-1521), Bruxelles, 1977.
- Over koningen en bureaucraten. Oorsprong en Ontwikkeling van de Hedendaagse Staatsinstellingen, Amsterdam, Brussel, 1977.
- Galbert van Brugge en het Recht, Brussel, 1978.
- Galbert van Brugge. De Moord op Karel de Goede. Dagboek van de gebeurtenissen in de jaren 1127-1128. Historische introductie, Antwerpen, 1978, Leuven, 1999. - In het Frans: Galbert de Bruges. Le meurtre de Charles le Bon, Anvers, 1978.
- Geschiedkundige Inleiding tot het Privaatrecht, Gent, 1981, reprint, 1985, herziene uitgave, Brussel, 1989, Antwerpen, 1996.
- Geschiedenis van Engeland. Van Stonehenge tot het tijdperk der vakbonden, 's-Gravenhage, Antwerpen, 1982, reprint, 1985 en Leuven, 1997.
- Het Common Law Herbezocht. Voordracht aan de Rijksuniversiteit Leiden op 23 maart 1983, Leiden, 1983.
- Judges, Legislators and Professors. Chapters in European Legal History, Cambridge University Press, 1987. - In het Italiaans; I signori del diritto. Giudici, legislatori e professori nella storia europea, Milan, Giuffrè, 1991 - In het Japans, Tokyo, 1990.[2]
- Introduction historique au droit privé, trad. du néerlandais par A. Wijffels, Brussel, 1988.
- Geschiedkundige Inleiding tot het Recht. II : Publiekrecht, Brussel, E. Story-Scientia, 1988.
- Max Weber : historicus en socioloog, Amsterdam, 1988.
- Legal History: A European Perspective, London en Rio Grande, 1991.
- English Lawsuits from William I to Richard I, I : William to Stephen, II : Henry II and Richard I, 2 vols., London, 1990-1991.
- An historical introduction to private law, transl. by D.E.L. Johnston, Cambridge, 1992.
- Law, History, the Low Countries and Europe, ed. by L. Milis, D. Lambrecht, H. De Ridder-Symoens and M. Vleeschouwers-Van Melkebeek, London en Rio Grande, 1993 (verzameling van artikels).
- An Historical Introduction to Western Constitutional Law, Cambridge U.P., 1995 in het IOtaliaans, vertaling F. Quaglia, Rome, Carocci, 2003.
- Introduzione storica al diritto privato, Il Mulino, Bologna, 1995.
- Uma introduçao histórica ao direito privado, Sao Paulo, 1995.
- Introduction aux sources de l'histoire médiévale (avec la coll. de F.L. Ganshof), nouv. éd. mise à jour par L. Jocqué, traduction par B. Van den Abeele, Turnhout, 1997. - verkorte versie: Manuel des études médiévales. Typologie des sources - Historique, Turnhout, 1997.
- Geschiedenis van Engeland, Leuven, 1997 en 2003.
- El nacimiento del common law inglès, Madrid, Universidad Complutense, 1998 (vertaling van: The Birth of the English Common Law, Cambridge, 1973).
- European law in the past and the future. Unity and diversity over two millennia, Cambridge University Press, 2002. - In het Italiaans, vert.CI, Bologna, Il Mulino, 2003 - In het Spaans, vert. Diez-Picazo, Madrid, 2003.
- Les Arrêts et jugés du Parlement de Paris sur appels flamands. III : Introduction historique par S. Dauchy, Indexation par H. De Ridder en D. Lambrecht, Brussel, 2002.
- 1302. Feiten en Mythen van de Guldensporenslag, Antwerpen, Mercatorfonds, 2002.
- Historic considerations on judicial review and federalism in the United States of America, with special reference to England and the Dutch Republic, Brussel, 2003.
- Il diritto costituzionale occidentale. Un’ introdutione storica, Rome, 2010.
- Juízes, Legislatores e Professores, Rio de Janeiro en São Paulo, 2010.
- Istoriski Voved vo Zapadnoto Ustavno Prabo, Skopje, Talcenacle Press, 2010 (Macedonische vertaling van 'Judges, legislators').

### Artikels
Naast het verder uitdiepen van de onderzoeksthema's die in zijn boeken aan bod kwamen, liet hij in zijn artikelen meer en meer algemene reflecties horen over zijn vakgebied en de maatschappelijke relevantie ervan, tot in de huidige tijd, alsook meer algemeen over de evolutie in de samenleving. Hij schreef meer dan 150 wetenschappelijke artikels, waaronder:
- Note sur la date de la première charte de Philippe d'Alsace pour la ville d'Arras, in: Revue belge de philologie et d'histoire, 1951.
- Een onuitgegeven Brugse keure uit 1229, in: Bulletin van de Kon. Commissie voor de oude wetten en ordonnanties, 1952.
- Nota over de terechtstelling van Willem de Deken te Parijs in 1328 , in: Handelingen van het Genootschap voor geschiedenis te Brugge, 1953.
- Problemen van historische interpretatie, in: Bijdragen voor de Geschiedenis der Nederlanden, 1953.
- De rationalisatie van het procesrecht in het crimineel proces in Vlaanderen in de XIIe eeuw, in: Handelingen van het XXe Vlaams Filologencongres, 1953.
- De appèls van de Vlaamse rechtbanken naar het Parlement van Parijs, in: Handelingen van het XXVIe Congres van de Federatie der Kringen voor Geschiedenis, Gent, 1956.
- Note sur le premier traité anglo-flamand de Douvres, in: Mélanges R. Monier, Paris, Lille, 1958.
- Les appels flamands au Parlement de Paris au moyen âge, in: Etudes d'histoire du droit privé offertes à P. Pétot, Paris, 1959.
- Ouvrages de droit romain dans les catalogues des anciens Pays-Bas méridionaux (XIIIe-XVIe siècles), in: Revue d'Histoire du Droit, 28 (1960).
- La Paix publique dans les Iles britanniques du XIe au XVIIe siècle, in: Recueils de la société Jean Bodin, XV, La Paix, 2, Bruxelles, 1961.
- Méthodes et problèmes actuels de la recherche historique, particulièrement dans le domaine de l'histoire du moyen âge, in: Revue de l'Institution de Sociologie, 1963.
- La preuve dans l'ancien droit belge des origines à la fin du XVIIIe siècle, in: Recueils de la société Jean Bodin, XVII, La Preuve, Bruxelles, 1965.
- La preuve dans le droit du moyen âge occidental, rapport de synthèse, in: Recueils de la société Jean Bodin, XVII, La Preuve, Bruxelles, 1965.
- Psychologische geschiedenis, in: Tijdschrift voor Geschiedenis, 1965.
- The law of evidence in the twelfth century, in: Proceedings of the second international Congress of medieval canon law, Vatican, 1965.
- Cartografie en institutionele geschiedenis, in: Tijdschrift voor Rechtsgeschiedenis, 1965.
- L'histoire du droit et la chronologie. Réflexions sur la formation du "Common Law" et la procédure romano-canonique, in: Etudes G. Le Bras, II, Paris, 1965.
- Boekenrecht en gewoonterecht. Het Romeinse Recht in de Zuidelijke Nederlanden op het einde der middeleeuwen, in: Bijdragen en mededelingen van het historisch genootschap, 1966.
- Coutumes et législation en Flandre aux XIe et XIIe siècles, in : Les libertés urbaines et rurales du XIe au XIVe siècle, Bruxelles, 1968.
- De Moderne Geschiedschrijving: Een Wetenschap zonder Experiment, in : Studia Philosophica Gandensia, 1969.
- Het Parlementarisme: een Europese Afwijking?, in: Forum der Letteren, 1971.
- Considérations sur l'ordonnance comtale flamande connue sous le nom d'"Ordonnance sur les baillis", in: Actes du Congrès International de la Société italienne de l'histoire du Droit, Florence, 1971.
- Geschiedenis en Experiment, in: Economische Geschiedenis van België, Brussel, 1973.
- The Sources of Flemish History in the Liber Floridus, in: Liber Floridus Colloquium, Ghent, 1973.
- De feodaliteit in Engeland van Willem de Veroveraar tot Magna Carta, in: Bijdragen en Mededelingen betreffende de Geschiedenis der Nederlanden, 1974.
- Public Prosecution of Crime in Twelfth-Century England, in: C.N.L. Brooke et al. (eds.), Church and Government in the Middle Ages, Cambridge, 1976.
- De Pacificatie van Gent (1576-1976), in: J. Decavele (ed.), Eenheid en Scheiding in de Nederlanden, 1555-1585, Gent, 1976.
- Kritische uitgave van de "Grote Keure" van Filips van de Elzas, graaf van Vlaanderen, voor Gent en Brugge (1165-1177), in: Handelingen van de Koninklijke Commissie voor Geschiedenis 143, 1977 (samen met L. Milis).
- La tradition juridique en tant que limite aux réformes du droit, in: Rapports belges au Xe Congrès international de droit comparé. Budapest 23-28 août 1978, Brussel, 1978.
- Das Recht im Mittelalter, in: W. Fikentscher, H. Franke und O. Köhler (uitg.), Entstehung und Wandel Rechtlicher Traditionen, Freiburg, München, 1980 (Veröffentlichungen des Instituts für Historische Anthropologie, 2).
- Law in the Medieval World, in: Tijdschrift voor Rechtsgeschiedenis, 49, 1981.
- Recht en politiek. De "Precepta" van graaf Filips van de Elzas voor de stad Gent uit het jaar 1178, in: Recht en Instellingen in de Oude Nederlanden tijdens de Middeleeuwen en de Nieuwe Tijd. Liber amicorum Jan Buntinx, Leuven, 1981.
- De keure van Sint-Omaars van 1127, in: Tijdschrift voor Rechtsgeschiedenis, 50, 1982.
- Reflexions on the Place of the Low Countries in European Legal History, in: Festschrift für Helmut Coing, I, München, 1982.
- Beschouwingen bij de Geschiedenis van Engeland, in: Mededelingen van de Koninklijke Academie voor Wetenschappen, Letteren en Schone Kunsten van België, 1982, pp. 53–71.
- Oud recht, goed recht ?, in: Hulde aan René Dekkers, Brussel, 1982.
- Criminal law in England and Flanders under King Henry II and Count Philip of Alsace, in: Diritto e Potere nella Storia Europea. Atti in onore di Bruno Paradisi. Quarto Congresso Internazionale della Società Italiana di Storia del Diritto, I, Florence, 1982.
- Het charter van graaf Gwijde van Dampierre over de Gentse rechtspraak (10 juli 1294), in: Hand. Kon. Com. v. Geschiedenis, 150, 1984.
- Willem de Zwijger en de opstand der Nederlanden : een proeve van plaatsbepaling, in: Herdenking Willem van Oranje 1584-1984, Brussel Paleis der Academiën 12 oktober 1984, Brussel, 1985.
- De mediëvistiek in de 20ste eeuw, in: H.B. Teunis en L. Van Tongerloo (eds.), Middeleeuwen tussen Erasmus en Heden. Bundel aangeboden aan Prof. Dr. F.W.N. Hugenholtz, Amsterdam, 1986.
- Government, law and society, in: J.H. Burns (ed.), The Cambridge History of Medieval Political Thought c. 350-c. 1450, Cambridge, 1988 - In het Frans: Gouvernement, droit et société, in : J.H. Burns (ed.), Histoire de la pensée politique médiévale 350-1450, Paris, 1993.
- De Gentse justitiekeure van 1294 : een commentaar, in: Liber Amicorum Achiel De Vos, Evergem, 1989.
- Galbert of Bruges on Serfdom, Prosecution of Crime, and Constitutionalism, in: B.S. Bachrach and D. Nicholas (eds.), Law, Custom, and the Social Fabric in Medieval Europe. Essays in Honor of Bryce Lyon, Kalamazoo, Michigan, 1990.
- Reflexions on Rational and Irrational Modes of Proof in Medieval Europe, in: The Legal History Review, 58, 1990.
- Orderic Vitalis and the Criminal law, in: F. Stevens en D. Van Den Auweele (eds.), Xenia Iuris Historiae G. van Dievoet oblata, Leuven, 1990.
- De Rechtsstaat : een Europese verworvenheid, in: M. Storme (ed.), Recht en Macht. Colloquium Kon. Acad. Wetenschappen, Brussel, 16 dec. 1988, Brussel, 1990.
- De Vrede van Gent van 1814, in: Handelingen Maatschappij voor Geschiedenis en Oudheidkunde te Gent, N.R. 44, 1990.
- Historical and modern confrontations between continental and English law, in: B. De Witte and C. Forder (eds.), The common law of Europe and the future of legal education, Deventer, 1992.
- Democratie en rechtsstaat in het twaalfde-eeuwse graafschap Vlaanderen, in: Tijdschrift voor Rechtsgeschiedenis, 61, 1993.
- Lawyers and Holy Books, in: Index Quaderni camerti di studi romanistici. International Survey of Roman Law, 1994 (=Omaggio a Peter Stein).
- Misdaad en Straf bij Galbert van Brugge, in: Liber Amicorum Jules D'Haenens, Gent, 1993.
- Historical reflections on European syncretism, in: Sartoniana, vol. 7, 1994 ( = Studia Europae I, Centrum voor Europese Cultuur, Brussel, 1995.
- Law and Power in Twelfth-Century Flanders, in: Thomas N. Bisson (ed.), Cultures of Power. Lordship, Status, and Process in Twelfth-Century Europe, Philadelphia, Univ. of Pennsylvania Press, 1995.
- Overwegingen van een historicus van het grondwettelijk recht, in: Bakens in de Storm. Opstellen over samenwerking en toekomst aangeboden aan Prof. Marcel Storme ter gelegenheid van zijn emeritaat, Tielt, 1995.
- Aantekeningen bij het middeleeuwse gewoonterecht, in: Tijdschrift voor Rechtsgeschiedenis, 1996.
- De landsheerlijke tijd (900-1400), in: De Gouden Delta der Lage Landen. Twintig eeuwen beschaving tussen Seine en Rijn, Antwerpen, 1996.
- Zin en onzin van het historische discours, in: Tussen herinnering en hoop. Geschiedenis en samenleving, Leuven, 1998.
- Beschouwingen over nationale identiteit en censuur, in: J. Tollebeek, G. Verbeeck en T. Verschaffel (eds.), De lectuur van het verleden. Opstellen aangeboden aan Reginald De Schrijver, Leuven, 1998.
- Le rôle de la conscience du juge dans l’histoire du droit anglais, in : J.-M. Carbasse et L. Depambour-Tarride (éds.), La conscience du juge dans la tradition juridique européenne, Paris, 1999.
- Mediaeval Flanders and the Seeds of Modern Democracy, in: J. Pinder (ed.), Foundations of Democracy in the European Union, London, 1999.
- The modernity of medieval law, Erasmus Lecture, in: European Review, 2000.
- L’Etat de droit dans la Flandre médiévale, in: B. Durand and L. Mayali (eds.), Excerptiones iuris : Studies in Honor of André Gouron, Berkeley, 2000.
- Democratie in oud-Vlaamse rechtsbronnen, in: Handelingen [van de] Koninklijke Commissie voor de uitgave der Oude Wetten en Verordeningen van België, 2002.
- Judge and lawgiver in Anglo-American history, in: European Review, 11, 2003.
- Misdaad en straf in de Middeleeuwen, in: Millennium. Tijdschrift voor middeleeuwse studies, 2003.
- The unification of European law: a pipedream?, in: European Review, 2006.
- Considérations historiques sur l’Unification du droit européen, in: Actes des Journées Internationales de Toulouse de la Société d’Histoire du Droit, Juni 2005, Toulouse, 2006.
- De evolutie van het constitutionele recht in de twintigste eeuw, in: Iuris Scripta Historica, Brussel, KVABWK, 2006.
- Rechtsgeschiedenis en toeval, in: Tijdschrift voor Rechtsgeschiedenis, 2007.
- Historical considerations on the role of judges in Europe and America, in: National Law and Europeanisation, Helsinki, Finnish Academy for Sciences and Humanities, 2009.
- “Oráculos da Lei” ou “Bouche de la Loi”. Considerações Historicas sobre o papel do Juiz na Tradição Occidental, Seminário Internacional 23-24 Novembro de 2007, Lisbon, 2009.
- Sound ideas and absurd consequences. Reflexions of a legal historian, in: European Review, Cambridge 2011
- Galbert of Bruges and Law is politics, in: Inter Amicos. Liber amicorum Monique Van Melkebeek, Koninklijke Academie van België voor kunsten en wetenschappen, Brussel, 2011.
- Ordericus Vitalis (1075-1142?) en het graafschap Vlaanderen, in: Handelingen van het Genootschap voor Geschiedenis te Brugge, 2013.

### Andere geschriften
Hij schreef ook diverse 'in memoriams' of biografische nota's, meestal over rechtshistorici die hij al dan niet persoonlijk had gekend. Onder meer:
- Legal historians I have known : a personal memoir, in: Rechtsgeschichte. Zeitschrift des Max-Planck-Instituts für europäische Rechtsgeschichte, 17, 2010.

Van Caenegem heeft zich ook begeven op het terrein van de 'counterfactual history' of alternatieve geschiedenis. Bijvoorbeeld: Wat zou er gebeurd zijn indien de Slag der Guldensporen in 1302 door de Fransen was gewonnen? Of: Wat zou er gebeurd zijn indien de moord van Sarajevo in 1914 niet had plaatsgevonden? Of: Wat als Hitler in 1933 geen rijkskanselier was geworden? Geen wetenschappelijke geschiedenis uiteraard, maar een stimulerende en plezierige gedachtegang en volgens Van Caenegem een ernstige methode om de invloed van personen en beslissingen te evalueren door na te gaan wat er anders zou zijn gebeurd.
- Recht en alternatieve geschiedenis, in: J. Ockeley et al. (eds.), Recht in geschiedenis. Een bundel bijdragen over rechtsgeschiedenis van de Middeleeuwen tot de hedendaagse tijd. Aangeboden aan Prof. Dr. F. Vanhemelrijck, Leuven, 2005.

Tegen het levenseinde boog hij zich ook over zijn eigen leven en dat van zijn echtgenote, onder meer in
- Een postume "préface" voor Patricia Carson, 2015.
- How I came to write my books, Helsingfrors, 2015.
- Hoofdstukken uit mijn autobiografie, 2017.

### Publicaties voor breed publiek
Van Caenegem schreef ook meer vulgariserende teksten, naast zijn wetenschappelijke oeuvre. Te vermelden:
- De slag van Hastings, in: Spiegel Historiael, 1966.
- De Moord op Thomas Becket, in: Spiegel Historiael, 1970.
- Karel de Grote, in: Spiegel Historiael, 1972.
- History of Ghent and Bruges, in: Encyclopaedia Britannica, 1974.
- De Gentse Februari-Opstand van het jaar 1128, in: Spiegel Historiael, 1978.

### Google Books
Met circa 9000 verwijzingen is Van Caenegem beduidend aanwezig op Google Books, hetzij met zijn eigen publicaties (al dan niet online beschikbaar), hetzij met referenties naar zijn werk in andere boeken en artikels.